# Távol a világ zajától (film, 2015)
A Távol a világ zajától  (eredeti cím: Far from the Madding Crowd) 2015-ben bemutatott brit romantikus filmdráma, amelyet Thomas Hardy 1874-es azonos című regénye alapján Thomas Vinterberg rendezett, David Nicholls forgatókönyvéből. A film zenéjét Craig Armstrong szerezte.
A főbb szerepekben Carey Mulligan, Matthias Schoenaerts, Tom Sturridge és Michael Sheen látható. A film gyártója a BBC Films és a DNA Films, forgalmazója a Fox Searchlight Pictures.
Az Egyesült Királyságban 2015. május 1-én mutatták be a mozikban.

## Szereplők
| Szerep | Színész              | Magyar hang         |
| --- | -------------------- | ------------------- |
| Bathsheba Everdene | Carey Mulligan       | Ruttkay Laura       |
| Gabriel Oak | Matthias Schoenaerts | Fekete Ernő         |
| William Boldwood | Michael Sheen        | Széles Tamás        |
| Francis Troy őrmester | Tom Sturridge        | Szatory Dávid       |
| Fanny Robbin | Juno Temple          | Gáspár Kata         |
| Liddy | Jessica Barden       | Csifó Dorina        |
| Doggett őrmester | Sam Phillips         | Kardos Róbert       |
| Mrs. Hurst | Tilly Vosburgh       | Kiss Mari           |
| Joseph Poorgrass | Bradley Hall         | Márkus Sándor       |
| Jacob Smallbury | Hilton McRae         | Várkonyi András     |
| Jan Coggan | Harry Peacock        | Schneider Zoltán    |
| Pennyways intéző | Victor McGuire       | Faragó András       |
| Stone gazda | Jody Halse           | Barabás Kiss Zoltán |
| Boldwood komornyikja | Richard Dixon        | Kapácsy Miklós      |
| További magyar hangok |                      |                     |
| Cs. Németh Lajos, Csabai János, Csuha Lajos, Farkas Zita, Fehér Péter, Gyurin Zsolt, Hirling Judit, Király Adrián, Lipcsey Colini Borbála, Suhajda Dániel, Téglás Judit |                      |                     |